# Skee-Lo

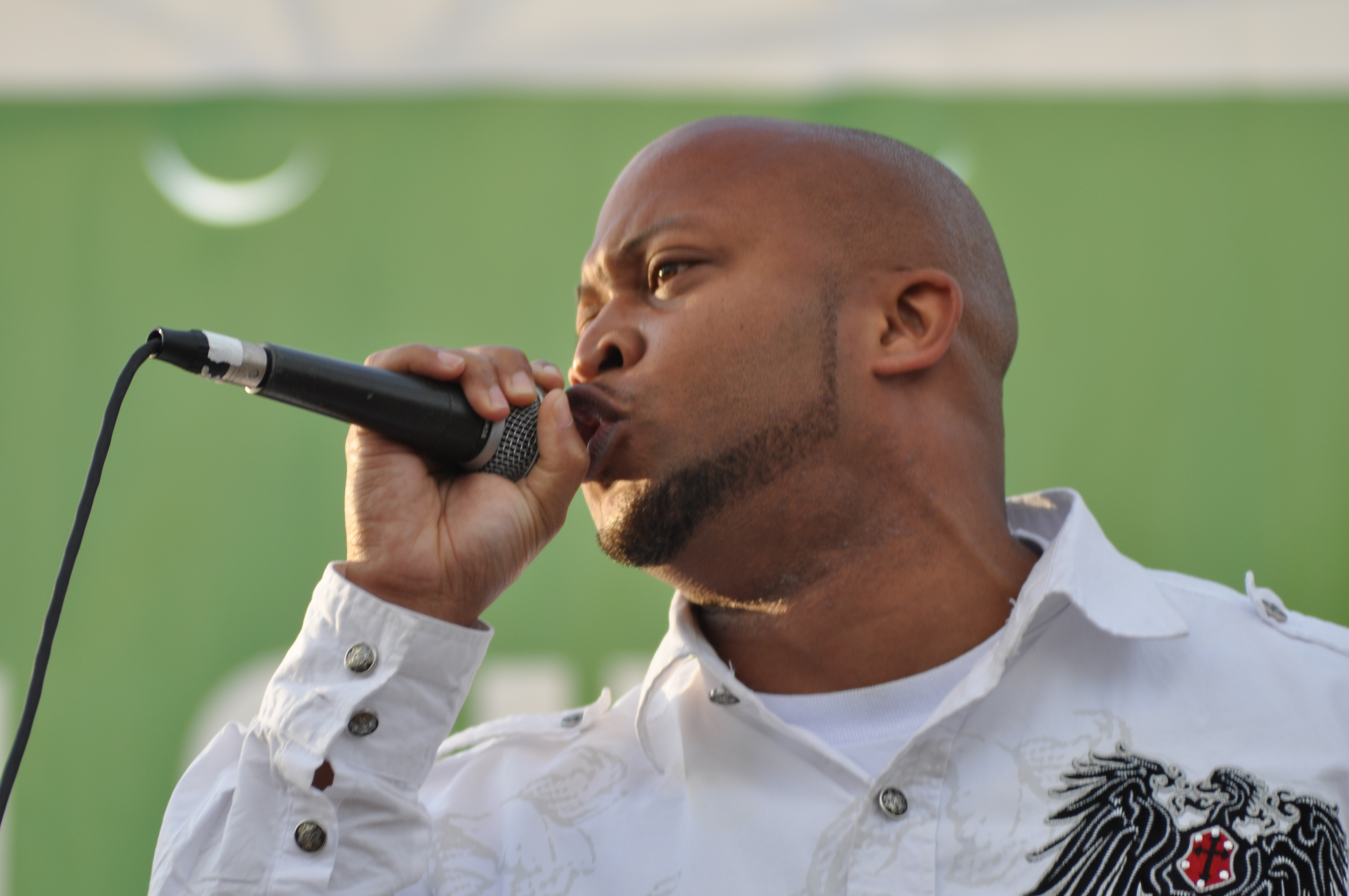
Skee-Lo, 2010

Antoine Roundtree (Chicago, 5 maart 1973) is een Amerikaanse rapper, beter bekend als Skee-Lo. In 1995 bracht hij de hit 'I Wish' uit.
Zijn eerste single "I Wish" werd een hit op radio en tv in de zomer van 1995 met een nummer één MTV-video geregisseerd door Marty Thomas die vele nominaties won en wereldwijd VMA Awards won. Het nummer stond bekend om zijn gebrek aan expliciete songteksten in een tijd dat gangstarap erg populair was. Zijn gelijknamige debuutalbum werd kort daarna uitgebracht, wat hem twee Grammy-nominaties opleverde voor zowel het album als de single. Daarna stopte hij zijn rapcarrière voordat hij terugkwam om een nieuw album uit te brengen in 2000 en nog een in 2012.

## Leven en Scholing
Hij werd geboren in Chicago, Illinois. Roundtree en zijn familie verhuisden naar Poughkeepsie, New York, en verhuisden vervolgens naar Los Angeles, Californië, toen hij twaalf was. Hij begon met rappen in 1983.

## Carrière
In 1995 kwam Skee-Lo's debuutalbum I Wish uit, waar hij in 1993 aan begon te werken. Het album werd een enorm succes. Een van de singles, "Top of the Stairs", was te zien in de aftiteling en de soundtrack van de film Money Train uit 1995. Hij stopte met rappen vijf maanden na de release van het album, vanwege een geschil met het label Sunshine Records. Skee-Lo beweert dat Sunshine Records alle eer heeft gekregen van het succes van het album, en dat hij er geen cent aan verdiende. "Dus ik weigerde nog meer video's te maken, muziek te promoten of op te nemen. Ik ben hun slaaf niet. Ik werkte niet gratis." Na vele jaren won hij uiteindelijk de rechten tegen het label in de rechtbank.
Skee-Lo nam een cover op van het Schoolhouse Rock! lied "The Tale of Mr. Morton", dat zinsstructuur (onderwerp, werkwoord en predicaat) leerde. Het nummer verschijnt op het verzamelalbum uit 1996, Schoolhouse Rock! Rocks.
In 1996 werd Skee-Lo een VJ voor zowel MTV's The Beach House als The Grind.
Hij schreef mee aan "I'll Be Your Everything" van de boyband Youngstown. Het nummer staat op de soundtrack van de film Inspector Gadget uit 1999.
Hij keerde terug naar de muziekscene in 2000 met een nieuwe single I Can't Stop, die de titeltrack zou zijn op zijn tweede album dat in 2001 werd uitgebracht.
In januari 2010 keerde Skee-Lo terug van een andere muzikale onderbreking met de EP Overdose, waar hij samenwerkte met producer Michael DeBarge.
In 2011 schreef hij "Burnin' Up" als onderdeel van de soundtrack van de horrorfilm Killer Holiday uit 2013 van Lionsgate Entertainment. MTV produceerde een muziekvideo geregisseerd door Marty Thomas die werd gefilmd in het huis van acteur Howie Mandel, dat door zijn zoon aan MTV werd verhuurd zonder medeweten van Mandel. Het werd uitgebracht onder zijn eigen indie-label, Skeelo Musik.
Skee-Lo maakte een gastoptreden op een nummer "Now You See My Life" met de voormalige Hollywood Undead-rapper Deuce van Deuce's album Nine Lives in 2012.
Hij bracht zijn derde album, Fresh Ideas, uit op zijn eigen label Skeelo Musik, via iTunes op 13 november 2012. Het verscheen in de winkels op 9 juli 2013

## Hitlijsten
| Single met eventuele hitnotering(en) in de Nederlandse Top 40 | Datum van verschijnen | Datum van binnenkomst | Hoogste positie | Aantal weken | Opmerkingen             |
| ------------------------------------------------------------- | --------------------- | --------------------- | --------------- | ------------ | ----------------------- |
| I Wish                                                        | 1995                  | 13-01-1996            | 10              | 7            | Dancesmash op Radio 538 |
| Top Of The Stairs                                             | 1995                  |                       | tip5            |              |                         |

- Gemeinsame Normdatei: 134968344
- International Standard Name Identifier: 0000 0000 5698 1910
- Library of Congress Control Number: no2009171240
- MusicBrainz: 9341a67c-4f0c-43c2-9ec4-c222d2cb97f3
- SNAC: w6wm218v
- Virtual International Authority File: 79885326
- WorldCat: E39PBJyRyJWcQXr9GrJrhjmPQq